# 蒙茅斯叛乱
蒙茅斯叛乱是1685年英格兰发生的一场反对信仰天主教的英格兰国王詹姆斯二世叛乱，流亡荷兰的第一代蒙茅斯公爵詹姆斯·斯科特于6月11日在西南英格兰登陆，7月6日战败后被处决。詹姆斯二世因此得以巩固权力，直到1688年光荣革命时被推翻。 此次叛乱同时得到了第九代阿盖尔伯爵阿奇博尔德·坎贝尔在苏格兰的响应，阿盖尔伯爵也战败被杀。第一代马尔博罗公爵约翰·丘吉尔曾参与了对蒙茅斯叛乱的镇压。